# Yongzheng
Yongzheng (雍正帝T, YōngzhèngdìP; Pechino, 13 dicembre 1678 – Pechino, 8 ottobre 1735), nato col nome di Yin Zhen (胤禛T, YìnzhēnP), fu il quarto imperatore della dinastia Qing ed il terzo imperatore Qing a governare sulla Cina, dal 5 febbraio 1723 fino alla sua morte.

## Biografia
Yinzhen fu il quarto figlio di Kangxi che sopravvisse fino all'età adulta e fu il figlio maggiore che Kangxi ebbe da Xiao Gong Ren, una donna del clan Uya manchu allora conosciuta come De-fei. Kangxi non allevò i suoi figli all'interno del palazzo, bensì al di fuori della Città Proibita. Yinzhen fece col padre molti viaggi di ispezione nella zona di Pechino e nel sud della Cina. Fu a capo della Bandiera Rossa Piana durante la seconda battaglia contro il khan mongolo Gordhun. Divenne beile (in cinese, signore) nel 1689 e divenne principe di “seconda categoria” nel 1698.
Nel 1704 diverse piene dello Yangtze causarono inondazioni senza precedenti. L'economia e la vita delle persone intorno alle aree interessate dal fiume furono stravolte. Yongzheng fu inviato come messo dell'imperatore con il 13º principe imperiale Yinxiang nel sud della Cina per gestire le operazioni di soccorso. Il tesoro imperiale, quasi prosciugato a causa di mutui non pagati da nobili e funzionari, era del tutto insufficiente per far fronte ai danni. Yongzheng ebbe la responsabilità di reperire finanziamenti dai ricchi magnati del sud, e i suoi sforzi assicurarono una corretta gestione dei fondi e permisero alla gente di non morire di fame. A seguito di ciò, nel 1709 ebbe il titolo di principe Yong, principe di “prima categoria”.
Nel 1712 l'imperatore Kangxi rimosse Yinreng, il suo secondo figlio, da successore al trono e non designò nessun altro per ben 7 anni. Ciò portò marcate divisioni tra i sostenitori di Yinzhi, Yinzhen, Yinsi e Yinti (il terzo, quarto, ottavo e quattordicesimo dei Principi Imperiali, rispettivamente). Yinsi fu quello che ebbe più sostegno da parte dei mandarini. Prima delle rimozione, Yinzhen aveva sostenuto il principe ereditario. Quando Kangxi morì nel dicembre 1722, i contendenti erano ridotti a tre, dopo che Yinsi promise sostegno al fratello Yinti, che però era lontano dalla capitale, al comando delle truppe Manchu in una guerra nel nord-ovest. Alcuni storici ritengono che Kangxi abbia mandato Yinti in guerra per addestrarlo agli affari militari, altri sostengono che lo abbia allontanato per garantire una successione pacifica a Yinzhen.
Secondo i dati ufficiali (che possono però esser stati modificati da Yongzheng a proprio vantaggio) il 20 dicembre 1722 l'imperatore Kangxi chiamò i suoi sette figli e il comandante generale della gendarmeria di Pechino, Longkodo, al suo capezzale. Longkodo lesse il testamento e proclamò Yinzhen successore al trono. Alcune prove sembrerebbero dirci che Yinzhen abbia contattato diverso tempo prima Longkodo, accordandosi sul testamento. Leggenda vuole invece che Yongzheng abbia cambiato il testamento di Kangxi modificando i caratteri, cambiando "quattordici" con "quattro", oppure "quattordici" con "quarto". Anche se conosciuta, è una tesi che non ha riscontro documentale. Inoltre, la scrittura Manchu è più intricata e (in questo caso) impossibile da modificare. Infine, i principi della dinastia Qing sono indicati come "figlio dell'Imperatore", nell'ordine cui sono nati (ad esempio "quarto figlio dell'imperatore). Pertanto, la tesi leggendaria parrebbe del tutto inconsistente.
Yinzhen scelse un nome di “era” simile nel suono al suo nome. Il 1723 doveva essere il primo anno dell'era Yongzheng. Il suo primo atto ufficiale come imperatore fu quello di liberare il suo alleato di lunga data, il 13 ° principe Yinxiang , che era stato imprigionato dall'imperatore Kangxi. Alcune fonti indicano che Yinxiang, il più militarista dei principi, riunì un gruppo speciale di soldati di Pechino dal comando Fengtai per prendere il controllo della Città Proibita e delle zone circostanti, al fine di evitare ogni azione da parte degli alleati di Yinsi.
Nella prima biografia completa del grande imperatore Yongzheng, scritta da Feng Erkang, questi scrive che vi sono sospetti circa date errate e parti mancanti del testamento. Tuttavia, concorda con la tesi che Yinzhen sia successo al trono legittimamente (anche se con abili manovre politiche e militari).
Dopo la salita al trono nel dicembre 1722, Yinzhen prese nome di Yongzheng, "Giustizia Armoniosa" nel 1723, dal suo titolo nobiliare "armonioso" (yong) e "giusto, corretto, verticale" (zheng). Immediatamente dopo la successione, Yongzheng scelse il suo nuovo consiglio direttivo. Si trattava del principe Yinsi, il 13 ° principe Yinxiang, Zhang Tingyu, Ma Qi e Longkodo. Yinsi ebbe il titolo di Principe Lian, e Yinxiang ebbe invece il titolo di principe Yi, e entrambi detennero le più alte cariche del paese. Fu dominato da un'estrema sfiducia nei confronti del suo prossimo, e il suo fu un governo dispotico, ma efficiente e vigoroso.
Yongzheng ha dovuto fronteggiare, per la successione, quasi tutti i suoi fratelli sopravvissuti. Yinzhi, il maggiore, ha vissuto tutta la vita agli arresti domiciliari; Yinreng, l'ex principe ereditario, è invece morto due anni dall'inizio nel regno di suo fratello (anche se furono entrambi imprigionati da non Yongzheng, ma da Kangxi). L'aspetto più importante per Yongzheng fu quello di dividere la fazione di Yinsi (composta da Yinsi, i principi nono e il decimo e i loro seguaci), e isolare Yinti per ridurne il potere. Yin'e, il decimo principe, fu spogliato di tutti i suoi titoli nel maggio 1724 e inviato a nord nella zona Shunyi. Il 14º principe Yinti, fratello di Yongzheng, fu posto agli arresti domiciliari presso le Tombe Imperiali con il pretesto di custodire le tombe dei genitori. Yinsi, che voleva usare la sua posizione per manipolare Yongzheng e metterlo in cattiva luce, assieme a Yintang, fu spogliato dei titoli e morì in carcere nel 1727.
Nian Gengyao era un sostenitore di Yongzheng molto prima che successe al trono, fratello di una delle sue consorti. Nel 1722, quando Yongzheng richiamò suo fratello Yinti dal nord-ovest, Yongzheng nominò Nian generale. La situazione nello Xinjiang era a quel tempo molto precaria, ed era richiesto un generale forte per riportare l'ordine. Dopo molte conquiste militari, tuttavia, crebbe in Nian Gengyao la sete di potere tanto da voler essere pari di Yongzheng. Vista la situazione, Yongzheng emanò un editto imperiale conferendo a Nian il Comando Hangzhou (di fatto, una degradazione). Nian continuò però a perseguire i suoi fini, finché non ricevette un ultimatum e nel 1726 si suicidò ingerendo veleno. Longkodo, invece, era comandante delle armate di Pechino, al momento della successione di Yongzheng. Cadde in disgrazia nel 1728, e morì agli arresti domiciliari.
Yongzheng riformò l'amministrazione finanziaria, riuscendo a risanare i disastrati conti imperiali tramite una rigida politica di risparmio contro sprechi e corruzione, facendo conoscere all'impero un periodo di pace e prosperità. È durante il suo regno che viene istituito il Gran Consiglio, un'istituzione che avrà un importante ruolo nella Cina imperiale. Nel 1727 concluse con la Russia il Trattato di Kiachta, nel quale furono stipulati notevoli e reciproci privilegi commerciali.
Nel 1727 con un editto Yongzheng proibì il wushu tra il popolo. Non fu il solo imperatore a farlo, e il provvedimento non ebbe un gran successo.
Una volta divenuto imperatore, Yongzheng soppresse gli scritti che considerava sfavorevoli al regime, in particolare quelli anti-Manchu. Tra questi vi erano quelli di Zeng Jing. Zeng tentò di istigare il governatore generale dello Shaanxi, Sichuan, Yue Zhongqi, alla ribellione. Il generale invece lo denunciò, e nel 1730 il caso raggiunse Yongzheng, che fece portare Zeng Jing a Pechino per essere processato. Contrariamente alle aspettative, la sentenza fu magnanima.
Yongzheng è noto anche per aver stabilito una ferrea autocrazia durante il suo regno. Rivide le regole dell'Esame Imperiale, con il quale si stabilivano le modalità per accedere alle cariche statali, riportandolo ai vecchi e più duri standard. Detestava la corruzione, e puniva severamente i funzionari colpevoli di tale reato. Nel 1729 emise un editto che vietava il fumo di madak, una miscela di tabacco e oppio. La Cina, di fatto, durante il regno di Yongzheng divenne una grande potenza in Asia. Dopo la morte del padre, Yongzheng creò una sofisticata procedura per la scelta del successore. Riponeva fiducia nei funzionari Mandarini, e sotto di lui Wei li e Tian Wenjing governarono le zone meridionali della Cina, con l'assistenza di Ortai.
Come suo padre, Yongzheng usò la forza militare per preservare la posizione della dinastia in Mongolia. Intervenne in un Tibet dilaniato dalla guerra civile nel 1727-1728. Dopo il ritiro delle truppe, lasciò un amministratore Qing (l'amban) sostenuto da un presidio militare per salvaguardare gli interessi della dinastia. Per la campagna tibetana Yongzheng inviò un esercito di 230.000 uomini guidato da Nian contro gli Dzungars, che avevano invece un esercito di 80.000 uomini. A causa della morfologia del territorio, l'esercito Qing seppur superiore nel numero non fu in grado di sconfiggere in un primo momento un nemico molto più mobile. La campagna costò circa 8.000.000 di tael d'argento, e non portò una vittoria netta.
Dopo le riforme del 1729, il tesoro aumentò dal totale di 32.622.421 tael del 1721 a circa 60.000.000 tael del 1730, superando il record stabilito durante il regno di Kangxi, nonostante, peraltro, fossero state sostenute ingenti spese per la pacificazione della zona del Qinghai e la difesa delle zone di confine. Solo per salvaguardare queste ultime, 100.000 tael erano necessari ogni anno. Il bilancio totale militare salì così a 10.000.000 tael l'anno. Entro la fine del 1735, le spese militari erano circa la metà del Tesoro, pari a 33.950.000 tael. A causa di ciò, Yongzheng finì per fare la pace con gli Dzungars.
Nonostante fosse chiaramente confuciano, si occupò anche di diverse scuole buddiste, in particolare di buddismo zen e di vajrayana tibetano e mongolo. Durante il suo regno vi furono diverse persecuzioni contro il cristianesimo e l'attività dei missionari (1724, 1732), la maggior parte dei quali venne esiliata prima a Canton, e poi a Macao.
Nel 1735-6, Yongzheng e suo figlio Qianlong decisero di rinnovare il monastero di Shaolin, espellendo dallo stesso i tanti “falsi monaci” che vi dimoravano. Questi erano degli esperti di arti marziali che vestivano gli abiti monacali, si esercitavano e persino insegnavano nel tempio senza però esser mai stati ordinati monaci. Pare, inoltre, che fossero rimasti fedeli alla dinastia Ming, e che volessero rovesciare i Qing.
Yongzheng, seppur sembra avesse le idee ben chiare sul da farsi, non affrontò la cosa direttamente. In pratica, approfittò della ristrutturazione del tempio per rivedere, con gli architetti, tutti i piani edilizi. Così facendo, di fatto mise fuori dal complesso quelle scuole che non osservavano le regole monastiche.
Sembra che Yongzheng avesse ricevuto molte denunce sul comportamento dei “monaci” che trasgredivano la dottrina. Già nel XVI secolo, un alto funzionario di nome Wang Shixing (1547-1598) aveva accusato i monaci Shaolin di mangiare carne e bere vino. Negli anni a seguire, il monastero fu ancora più volte accusato di violazioni religiose, talvolta attribuite a suoi monaci, e qualche volta a quelli che occupano i dintorni del monastero.
Qui di seguito troviamo un estratto di alcune cose che Yongzheng pare abbia affermato sul monastero: “Sin dai tempi antichi, il Monastero di Shaolin è stato un famoso tempio. Ovunque, non c'è un monaco che non sembri all'altezza. Il suo clero residente dovrebbe attenersi strettamente al codice buddista e seguire attentamente il regolamento puro, in modo da mostrare il loro rispetto alla comunità monastica, e il loro rispetto alle sue leggi. Ora, abbiamo sentito di recente che monaci di varie società e santuari sono stati regolarmente visti interagire con i laici, e hanno dato rifugio a criminali. Alcuni sono stati visti ubriachi alle feste, altri a giocare d'azzardo, o anche accompagnati a prostitute. Essi sono collusi segretamente e collaborano in ogni sorta di male. Ciò è estremamente odioso. Quanto ai laici, non dovrebbe esser loro consentito di vivere nel monastero. Non dovrebbe esser loro permesso di vivere vicino ai monaci.".
Altre fonti, invece, riportano che durante il regno di Yongzheng il monastero sia stato addirittura “distrutto”
Yongzheng governò l'impero Qing per tredici anni prima di morire improvvisamente nel 1735 all'età di soli 56 anni. La leggenda narra che egli fu assassinato da Lü Siniang, figlia di Lu Liuliang, la cui famiglia sembra fosse stata giustiziata per reati contro il Regime Manchu. Un'altra possibile ragione è che Lü Siniang pare fosse la vera madre di Qianlong (futuro imperatore), ma Yongzheng le rifiutò il titolo di Regina. In realtà, pare probabile che la morte di Yongzheng sia stata provocata dal sovradosaggio di un farmaco che consumava, che credeva prolungasse la sua vita. Altra teoria afferma che, seppur il suo regno fu molto più breve sia del regno di suo padre Kangxi che di suo figlio Qianlong, la sua improvvisa morte pare sia stata causata dal troppo lavoro. La vita familiare dell'Imperatore Yongzheng sembra essere stata davvero tragica. Dei 14 bambini nati da lui e dalla sua imperatrice consorte, solo cinque sono noti per essere sopravvissuti fino all'età adulta. Per evitare un'altra tragica successione, ordinò al suo terzo figlio Hongshi di suicidarsi. Suo figlio Hongli, il principe Bao, divenne poi il quinto imperatore della dinastia Qing, sotto il nome di Qianlong. L'imperatore Yongzheng fu sepolto in un mausoleo detto Tombe Qing Ovest, 120 km a sud-ovest di Pechino, noto in Manchu come Munggan Elhe.
Sotto il suo regno fu creata anche la famosa enciclopedia Intera collezione di scritti e opere a colori dell'era antica e nuova (Gujin tushu jicheng).
Anche se il suo nome è poco conosciuto, Yongzheng ha avuto un ruolo importante nel periodo noto come il Periodo Kangqian dell'Armonia, durante il quale la Cina ha visto un notevole sviluppo.
Nel 1999 in Cina è stata trasmessa una serie chiamata Yongzheng Dinasty, che dipinge positivamente l'imperatore per le sue dure posizioni sulla corruzione.

## Famiglia
- Padre: imperatore Kangxi (quarto figlio)
- Madre: concubina del clan Uya Manchu (1660-1723), nominata Imperatrice Vedova quando Yongzheng divenne imperatore. È conosciuta postuma come imperatrice Xiaogongren (Manchu: Hiyoošungga Gungnecuke Gosin Hūwanghu).
- Consorti

1. Imperatrice Xiaojingxian (1681-1731) del clan Ulanara (Manchu: Hiyoošungga Ginggun Temgetulehe Hūwanghu)
2. Imperatrice Xiaoshengxian (1693-1777) del clan Niohuru (Manchu: Hiyoošungga Enduringge Temgetulehe Hūwanghu), madre di Hongli (Qianlong)
3. Nobile Consorte Imperiale Dun Shu, sorella di Nian Gengyao, diede tre figli ed una figlia, nessuno dei quali è sopravvissuto
4. Nobile Consorte Imperiale Que Chun (1689-1784), nata Geng, madre di Hongzhou, figlia di Geng Degin
5. Consorte Ji (?-1737), nata Li
6. Consorte Qian (1714-1767), figlia di Man Liu
7. Consorte Ning (?-1734), era la figlia di Wu Zhuguo
8. Concubina imperiale Mau (?-1730), figlia di Ginzhu
9. Signorina Go (?-1786)
10. Signorina Li (?-1760)
11. Signorina An (?-1750)
12. Signorina Hai (?-1761)
13. Signorina Zhang (?-1735)

- Figli

1. Honghui (1697-1704)
2. Hongpan (1697-1699)
3. Hongyun 1700-1710)
4. Hongshi (1704-1726)
5. Hongli (1711-1799), l'imperatore Qianlong
6. Hongzhou (1712-1770)
7. Fu I (1720-1721)
8. Fuhui (1721-1728)
9. Fupei (1723-1723)
10. Hongzhan (1733-1765)

- Figlie

1. Figlia (1695-1695)
2. Principessa Huai Ke (1695-1717)
3. Terza figlia (1706-1706)
4. Quarta figlia (1715-1717)
5. Principessa Shu Shen (1708-1784)
6. Principessa Hui He (1714-1731)
7. Principessa Duan Rou (1714-1754)

## Nella cultura di massa

### Libri
- Ernü yingxiong zhuan (兒女英雄傳T, Érnǚ yīngxióng chuánP), libro dello scrittore della dinastia Qing Wenkang
- Bubujingxin (步步驚心T, Bù bù jīng xīnP), romanzo del 2005 di Tong Hua
- Meng hui da qing (梦回大清T, Mèng huí dà qīngP), serie di romanzi di Yaoye

### Film e serie televisive
- Xie di zi (血滴子T, Xiě dī ziP), film di Hong Kong del 1975, in cui è interpretato da Chiang Yang
- Da nei qunying (大內群英T, Dà nèi qúnyīngP), serie televisiva di Hong Kong del 1980, in cui è interpretato da Alex Man
- Shisan mei (十三妹T, Shísān mèiP), serie televisiva di Hong Kong del 1983, tratta da Ernü yingxiong zhuan
- Xia nu shisan mei (侠女十三妹T, Xiá nǚ shísān mèiP), film cinese del 1986, tratto da Ernü yingxiong zhuan
- Man qing shisan huangchao (滿清十三皇朝2T, Mǎn qīng shísān huángcháo 2P), serie televisiva di Hong Kong del 1988, in cui è interpretato da Wai Lit
- Shi jian en chou lu (书剑恩仇录T, Shū jiàn ēn chóu lùP), serie televisiva cinese del 1994, in cui è interpretato da Liu Dagang
- Jiu wang duo wei (九王奪位T, Jiǔ wáng duó wèiP), serie televisiva di Hong Kong del 1995, in cui è interpretato da Kwong Wa
- Yongzheng dadi (雍正大帝T, Yōngzhèng dàdìP), serie televisiva taiwanese del 1996, in cui è interpretato da Tou Chung-hua
- Jianghu qi xia chuan (江湖奇俠傳T, Jiānghú qí xiá chuánP), serie televisiva taiwanese del 1997, in cui è interpretato da Adam Cheng
- Da cike (大刺客T, Dà cìkèP), serie televisiva di Hong Kong del 1997, in cui è interpretato da Eddie Cheung
- Yongzheng wangchao (雍正王朝T, Yōngzhèng wángcháoP), serie televisiva cinese del 1997, in cui è interpretato da Tang Guoqiang
- Yu zhihuan (玉指環T, Yù zhǐhuánP), serie televisiva taiwanese del 2001, in cui è interpretato da Chin Han
- Yongzheng huangdi (雍正皇帝T, Yōngzhèng huángdìP), serie televisiva cinese del 2001, in cui è interpretato da Liu Xinyi
- Li wei dang guan (李卫当官T, Lǐ wèi dāng guānP), serie televisiva cinese del 2002, in cui è interpretato da Tang Guoqiang
- Zhengbanqiao (郑板桥T, ZhèngbǎnqiáoP), serie televisiva di Hong Kong del 2002, in cui è interpretato da Savio Tsang
- Jiangshan wei zhong (江山为重T, Jiāngshān wéi zhòngP), serie televisiva cinese del 2002, in cui è interpretato da Liu Guanxiong
- Gongting huashi langshining (宫廷画师郎世宁T, Gōngtíng huàshī lángshìníngP), serie televisiva cinese del 2003, in cui è interpretato da Kenny Bee
- Jiuwu zhizun (九五至尊T, Jiǔwǔ zhìzūnP), serie televisiva di Hong Kong del 2003, in cui è interpretato da Kwong Wa
- Nan shaolin sanshiliu fang (南少林三十六房T, Nán shàolín sānshíliù fángP), serie televisiva cinese del 2004, in cui è interpretato da Zhang Tielin
- Huang Taizi Mishi (皇太子秘史T, Huáng tàizǐ mìshǐP), serie televisiva cinese del 2004, in cui è interpretato da Zhao Hongfei
- Li wei dang guan 2 (李卫当官2T, Lǐ wèi dāng guān 2P), serie televisiva cinese del 2004, in cui è interpretato da Tang Guoqiang
- Shang shufang (上书房T, Shàng shūfángP), serie televisiva cinese del 2005, in cui è interpretato da Kou Zhenhai
- Shaonian bao qinwang (少年宝亲王T, Shàonián bǎo qīnwángP), serie televisiva cinese del 2005, in cui è interpretato da Zhang Guoli
- Shu jian en chou lu (书剑恩仇录T, Shū jiàn ēn chóu lùP), serie televisiva cinese del 2008, in cui è interpretato da Shen Baoping
- Hougong zhenhuan chuan (后宫甄嬛传T, Hòugōng zhēnhuán chuánP), serie televisiva cinese del 2011, in cui è interpretato da Chen Jianbin
- Bubujingxin (步步惊心T, Bù bù jīng xīnP), serie televisiva cinese del 2011, tratta dal libro di Tong Hua, in cui è interpretato da Nicky Wu
- Gong (宫T, GōngP), serie televisiva cinese del 2011, in cui è interpretato da Mickey He
- Shi wei nu (食為奴T, Shí wéi núP), serie televisiva taiwanese del 2014, in cui è interpretato da Ben Wong